# Національний музей тюрем (Венхейзен)
Націона́льний музе́й тю́рем (нід. Nationaal Gevangenismuseum) — історичний музей у нідерландському місті Венхейзен, провінція Дренте, присвячений злочинності та пенітенціарній системі Нідерландів з XVII по XXI століття. Розташований у будівлі колишнього притулку в діючому тюремному комплексі Венхейзен. Будівля музею визнана національною пам'яткою Нідерландів.

## Історія
Хоча містечко Венхейзен має багату історію, адже воно засноване у 1381 році, широковідомим у країні воно стало лише у 1820-х роках — як місто-в'язниця. У 1823 році Товариство Милосердя заснувало тут три великі притулки для жебраків, волоцюг і сиріт. На початку свого існування ці заклади діяли на добровольчих засадах, тобто сюди мала змогу звернутися будь-яка людина у скруті. Проте незабаром сюди стали засилати людей примусово, а у 1859 році, коли венхейзенські притулки перейшли під державне управління, тут облаштували державну тюрму. У 1900 році були зведені дві додаткові тюремні будівлі, третій з первісних трьох притулків зруйновано. У XXI столітті венхейзенська в'язниця є складовою частиною нідерландської пенітенціарної системи, в одному з перших притулків, «комплексі № 1», дія в'язниця «Ессерхем» (нід. Esserheem), у двох будівлях, зведених у 1900 році і розташованих у 4-5 км на південних схід від оригінальних будівель, — в'язниці «Норгерхавн» (нід. Norgerhaven) і «Гроот Банкенбосх» (нід. Groot Bankenbosch).
18 травня 1975 році, за приватної ініціативи, був створений перший музей венхейзенської тюрми. Його засновником став К. Стандхарт, який з 1949 року працював у венхейзенському тюремному комплексі та протягом своєї трудової діяльності зібрав значну колекцію артефактів, пов'язаних з історією Венхейзена. Перший музей розміщувався у старій бетонній коморі на головній вулиці Венхейзена. 2005 року музей переїхав до другого із уцілілих первісних будівель притулків, «комплексу № 2», єдиному, що майже зберіг первісні форми. Тоді ж музей зі звичайного краєзнавчого музею венхейзенської в'язниці став національним музеєм, присвяченим загальним питанням злочинності та покарання в Нідерландах. З приватної колекції музей виріс до повноцінної організації, де працюють 25 співробітників і 130 волонтерів. У 2007 році музей отримав звання найкращого історичного музею в Нідерландах.

## Експозиція
Колекцію музею складають ручні та ножні кайдани, арештантський одяг, ґрати, автозаки різних епох, є модель тюремного подвір'я для прогулянок. Відвідувачі музею мають змогу проїхатися в оригінальному автомобілі для перевезення арештантів.
На території музею діють ресторан, сувенірний магазин. Також є будівлі, що залишилися від первісного тюремного комплексу — шпиталь, паровий млин, католицька і протестантська церкви тощо.

## Кількість відвідувачів
- 2005 рік — 46 230 осіб.
- 2006 рік — 62 936 осіб.
- 2007 рік — 72 233 осіб.
- 2008 рік — 84 084 осіб.
- 2009 рік — 104 461 осіб.
- 2010 рік — 104 932 осіб.
- 2011 рік — 112 613 осіб.
- 2012 рік — 115 017 осіб.
- 2013 рік — 112 084 осіб[3].